# ديفيد ميخائيل
ديفيد ميخائيل (بالإنجليزية: David Michael)‏ هو سياسي أسترالي، ولد في 25 يناير 1980 في أستراليا. حزبياً، نشط في حزب العمال الأسترالي. وقد انتخب عضو الجمعية التشريعية لأستراليا الغربية عن دائرة Electoral district of Balcatta ‏ (11 مارس 2017 – ).